# Vimara Pérez
Vimara Pérez (m. Vama, 873), fue un caudillo del Reino de Asturias, señor de la guerra que vivió en la segunda mitad del siglo ix en el noroeste de la península ibérica y fue el primer gobernador del Condado Portucalense.

## Orígenes familiares
Su padre, Pedro Theón (m. después de 867), también llamado Pedro Theón de Pravia, posiblemente hijo del rey Bermudo I de Asturias, fue un miembro de la  curia regia del rey Alfonso III y aparece en enero de 867 confirmando un diploma real con otros nobles, incluyendo al conde Rodrigo de Castilla. Participó activamente en la reconquista y también fue el responsable de expulsar a los vikingos cuando invadieron Galicia en 858. Aparte de Vimara, Pedro también tuvo otro hijo llamado Hermenegildo Pérez.

## Reconquista y repoblación
Vimara Pérez fue un vasallo del rey Alfonso III quien lo envió a las tierras al sur del Miño  para retomar el valle del Duero de las manos de los musulmanes, ya que así se aseguraba una línea de defensa fundamental para el reino cristiano de Asturias. En 868 fue nombrado por Alfonso III primer conde del condado portucalense después de reconquistar y repoblar la ciudad de Oporto (Portu Cale) Fue también el fundador de un pequeño burgo fortificado en las proximidades de Braga, Vimaranis (derivado de su propio nombre), que con el correr de los tiempos, por evolución fonética, se convirtió en Guimarães, la ciudad enlazada en la mitología nacional portuguesa como «Cuna de Portugal».
Falleció en 873 en Vama donde se encontraba en esas fechas la corte del rey Alfonso III.

## Descendencia
Aunque el nombre de su esposa no aparece en la documentación contemporánea, pudo llamarse Trudildi. Si fuese así, Vimara habría sido el padre de:
- Audivia Vimaranes, esposa del conde Gutierre Aloítez.[d]

Aunque su filiación no está documentada, la mayoría de los historiadores concuerdan en que Vimara fue el padre de:
- Lucídio Vimaranes quien sucedió a su padre como gobernador del condado.[10][11][12]

## Casa de Vimara Pérez
Algunos de los descendientes de Vimara Pérez fueron:
- Lucídio Vimaranes, (m. después de 922) hijo de Vimara y conde a partir de 873
- Aloito Lúcidiz (m. después de septiembre de 936), hijo del anterior, esposo de Munia Díaz, hija del conde Diego Fernández;[13]
- Lúcido Alóitez (m. c. 968), casado con Jimena y padre de Onega Lúcidiz, la esposa del conde Rodrigo Velázquez.[14]
- Nuño Alóitez (m. después de 959), hermano del anterior;[15]
- Aloito Nuñez (m. c. 1016), conde, hijo del anterior, esposo de Goncina;[16]
- Nuño Alóitez (m. 1028), hijo del anterior a quien sucedió en el condado portucalense. Esposo de Ilduara Menéndez, nieta del conde Gonzalo Menéndez. A la muerte de Nuño, Ilduara gobernó el condado hasta 1058.[17]
- Menendo Núñez (m. 1050/1054); hijo de los anteriores, gobernó el condado bajo la regencia de su madre Ilduara.[18]
- Nuño Méndez (m. 1071), hijo del anterior, fue el último conde del condado de la dinastía de Vimara Pérez. Falleció en 1071 cuando fue derrotado y muerto por el ejército del rey García II de Galicia durante la batalla de Pedroso. Contrajo matrimonio con Goncina y tuvo por lo menos una hija, Loba «Aurovelido» Núñez quien se casó con Sisnando Davídiz, gobernador de Coímbra.[19]